# Brookesia nasus
Brookesia nasus — вид ящірок роду Брукезія (Brookesia) родини Хамелеони (Chamaeleonidae).

## Поширення
Вид мешкає у тропічних лісах Південно-Східного Мадагаскару на території площею 16 000 км². Поширений на висотах 410–1920 метрів над рівнем моря.

## Опис
Це невеликі хамелеони, у довжину досягають 5-6 см, вага — 1,2-1,6 г. Мають темно-коричневе забарвлення з коричневими смугами з боків, спина кругла, тіло сплющене з боків (мімікрія під деревне листя), морда подовжена.

## Загрози
Згідно Червоного списку МСОП виду надано статус «Уразливий вид». Виживанню виду загрожує вирубування тропічних лісів під сільське господарство і гірничу промисловість.

## Охорона
Brookesia nasus проживає у ряді охоронюваних територій: Національний парк д'Андохахела (Andreone і Randriamahazo 1997), Національний парк де Раномафана (Дженкінс та ін. 1999), і резервація де Каламбатітра (Andreone і Randrianirina 2007).